# Wadi Hanifa
Wadi Hanifa (arab. ‏وادي حنيفة‎, Wādī Ḥanīfa) – wadi w Arabii Saudyjskiej o długości około 120 km, będące częścią płaskowyżu Nadżd. Jego powierzchnia wynosi 4500 km². Przedziela Rijad na dwie części, pełniąc dla mieszkańców tego miasta m.in. funkcje wypoczynkowe.
W przeszłości było zanieczyszczane z powodu składowania w nim odpadów. W 1986 roku podjęto działania mające na celu rekultywację zdegradowanej przestrzeni. W ramach podjętych działań teren o powierzchni około 0,6 km² obsadzono rodzimymi gatunkami roślin, w tym 0,14 km² trawami i bylinami.

## Galeria zdjęć

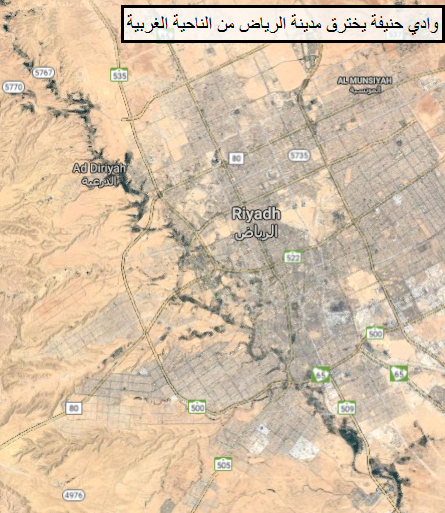
Wadi Hanifa w Rijadzie
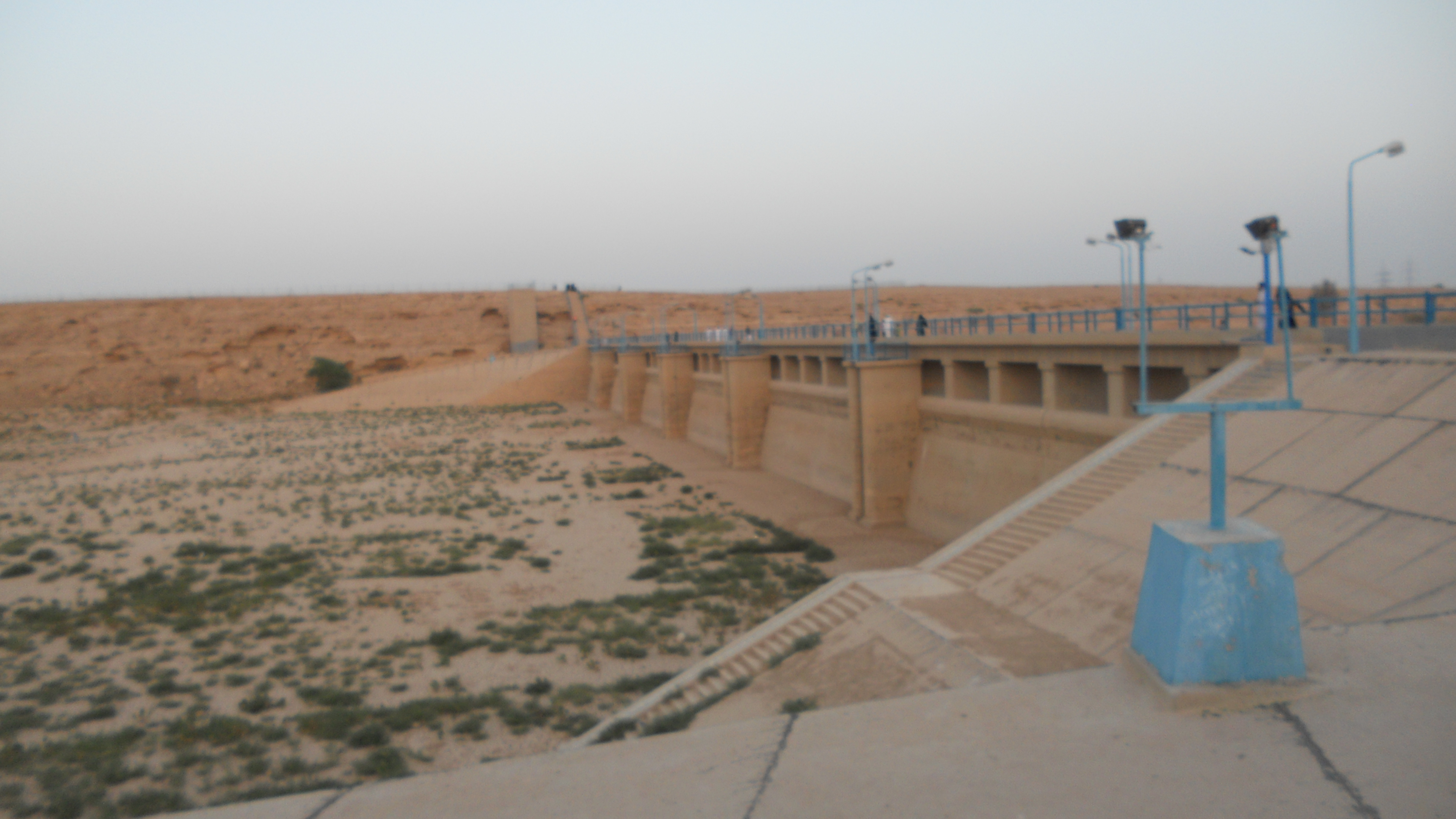
Tama Al-Ilb
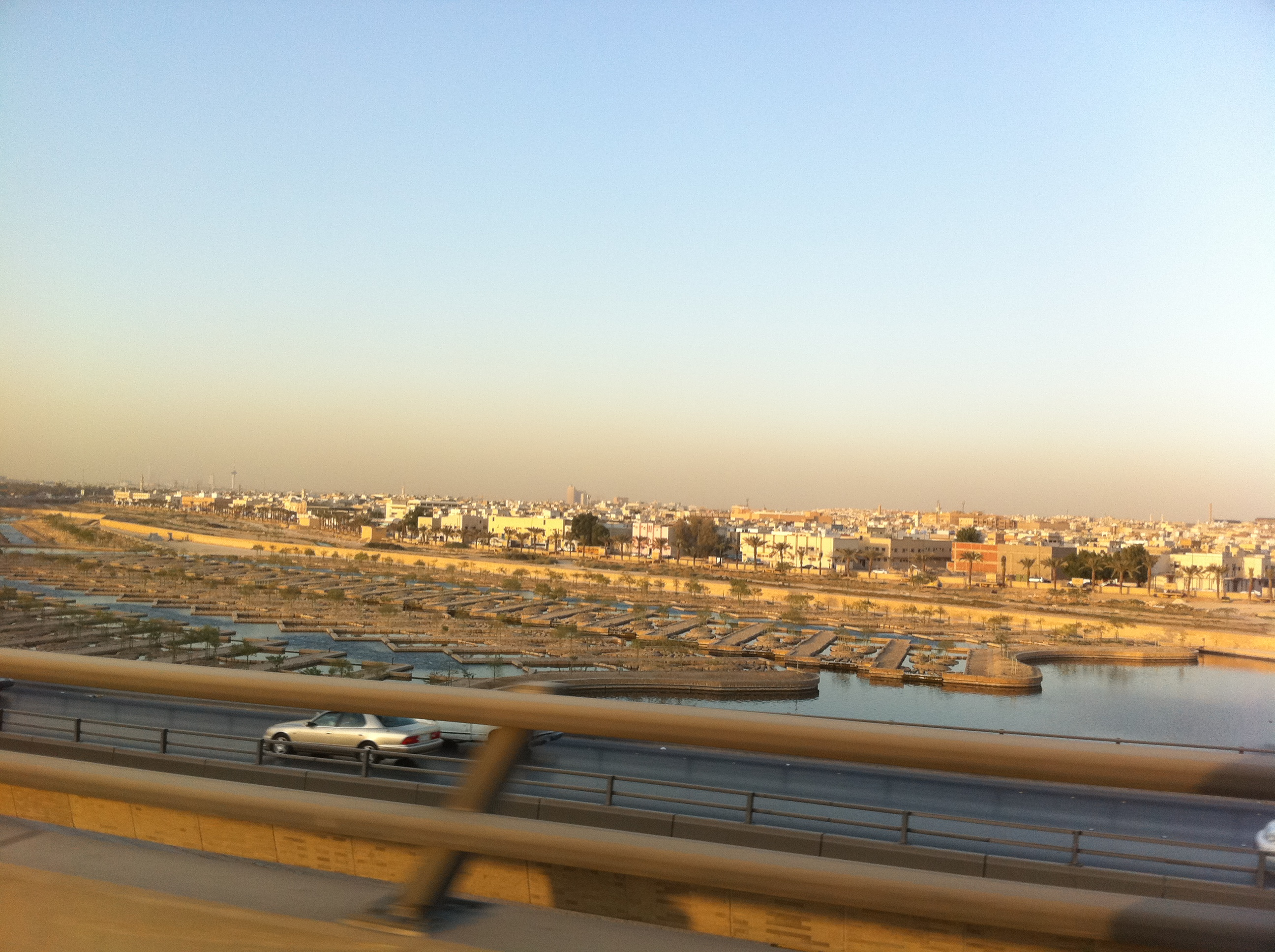